# Brejinho de Nazaré
Brejinho de Nazaré là một đô thị thuộc bang Tocantins, Brasil. Đô thị này có diện tích 1724,441 km², dân số năm 2007 là 5295 người, mật độ 3,07 người/km².